# Любачевский детинец
Любачевский детинец — детинец древнерусского Любачева в Перемышльской земле, впервые упомянутого в летописи под 1211 годом.
Городище находится в южной части современного Любачува (Подкарпатское воеводство Польши) на левом берегу реки Любачувки, притока Сана. Детинец расположен на плоском песчаном холме между двумя рукавами реки Любачувки. Городище сильно деформировалось во время строительства и последующих реконструкций замка. Детинец был окружён речными протоками и заболоченной речной долиной, с южной стороны на старых планах был виден ров. Укрепление имело овальную форму, размеры примерно 200х100 м, площадь 1,5 га. К детинцу с северо-запада примыкал укреплённый окольный город.
Культурный слой содержит обломки древнерусской гончарной керамики XII—XIII веков. На основании обнаружения разбросанных в слоях XIII века человеческих останков было предположено, что падению крепости могло способствовать монгольское нашествие 1241 года. В XIV веке на городище был построен польский замок.